# Lady Macbeth (film)
Lady Macbeth is een Britse film van William Oldroyd die uitgebracht werd in 2016.
Het scenario is gebaseerd op de novelle Lady Macbeth uit het district Mtsensk (1865) van Nikolaj Leskov.

## Verhaal
Het verhaal speelt zich af in de 19e eeuw op het Engelse platteland. Katherine is een mooie jonge vrouw die uitgehuwelijkt wordt aan een vermogende autoritaire man van middelbare leeftijd. Tijdens hun huwelijksnacht merkt ze al dat die man niet in haar geïnteresseerd is, zelfs niet seksueel. Ze lijkt veroordeeld tot een eenzaam leven, opgesloten in een onverschillig liefdeloos huwelijk. Haar keurslijf dat elke morgen door haar kamermeisje strak wordt dichtgeregen vertaalt haar gebrek aan vrijheid. 
Ze ondervindt ook dat haar strenge en hardvochtige schoonvader, die haar zoveel mogelijk in het oog houdt als zijn zoon voor onbepaalde tijd weg is voor zaken, maar aan één ding denkt: dat ze een in alle opzichten onderdanige vrouw moet zijn die haar echtelijke plichten vervult tegenover zijn zoon.
Op een dag ontmoet ze een jonge stalknecht die op het domein van haar man werkt. Het is passie op het eerste gezicht. Ze beleven een onstuimige relatie die niet onopgemerkt zal blijven. Met de energie die ze put uit hun liefde zal ze alle middelen aanwenden om haar geluk te vrijwaren.

## Rolverdeling
| Acteur               | Personage                                              |
| -------------------- | ------------------------------------------------------ |
| Florence Pugh        | Katherine                                              |
| Cosmo Jarvis         | Sebastian, de stalknecht                               |
| Naomi Ackie          | Anna, het zwarte kamermeisje                           |
| Christopher Fairbank | Boris, de schoonvader van Katherine                    |
| Paul Hilton          | Alexander, de echtgenoot van Katherine                 |
| Golda Rosheuvel      | Agnes, de verborgen' schoonmoeder van Alexander        |
| Anton Palmer         | Teddy, de zoon van Alexander en de kleinzoon van Agnes |
| Bill Fellows         | dokter Bourdon                                         |